# フフ

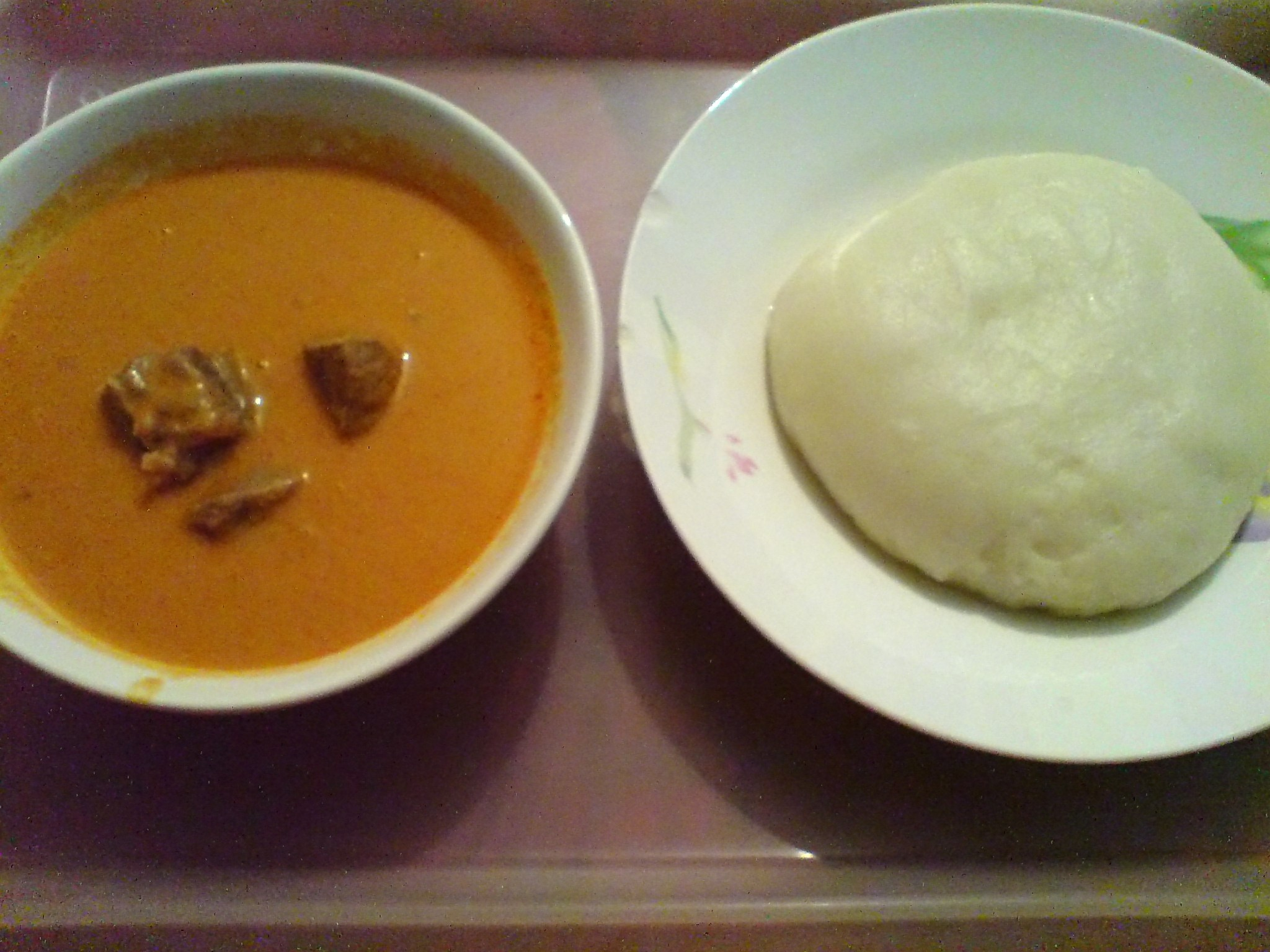
ピーナッツスープ（左）とマッシュポテトとファリナのフフ（右）

フフ（fufu・foutoa）は、西アフリカ、中部アフリカの料理である。主に芋類を臼で破砕して湯で練ったもので、アフリカ中部から西部諸国の、伝統的な主食となっている。

## 概要

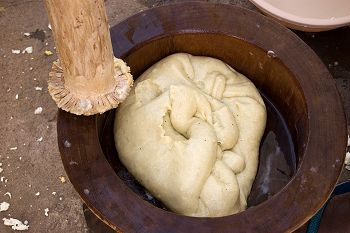
伝統的な調理方法。調理の様子は日本の餅つきにも類似するものがある。

主にデンプン質の根菜やプランテンを茹でてから臼で搗き潰すか、トウモロコシや雑穀の粉を熱湯で練上げ、好みの固さに調整する。見た目や舌触りは餅に似ている。カメルーンのフランス語圏ではクスクス（couscous）と呼ばれるが、モロッコのクスクスとは別物である。フフはスープや煮込み料理を添えて、主食として食される。

## 各地のフフ
西アフリカでは、フフは主にキャッサバ、ヤムイモから作られ、タロイモ、プランテン、トウモロコシ、ガリを混ぜることもある。例えばガーナでは、フフは主に茹でたキャッサバと未熟なプランテンを合わせて作られるが、タロイモやヤムイモが用いられる場合もある。今日では粉末の製品が用意され、湯を混ぜるだけで簡単に作ることができる。
中部アフリカのフフはキャッサバから作られる場合が多いが、セモリナ、米やインスタントのマッシュポテト、ジャガイモデンプンを材料とすることもある。現在、裕福な家庭ではフードプロセッサーを用いてフフを作ることもある。

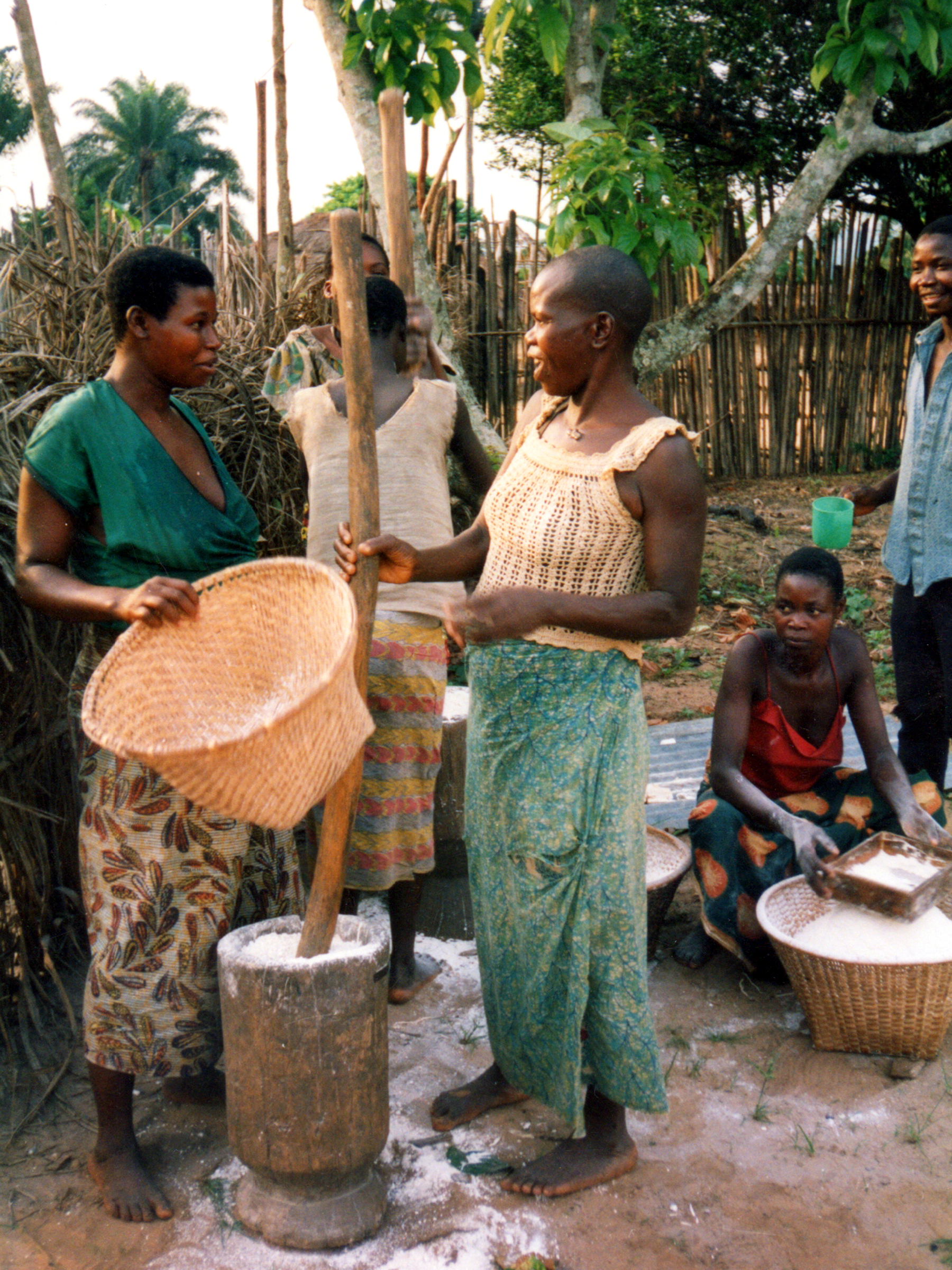
コンゴ民主共和国でのフフ作り

西アフリカや中部アフリカにおいては、フフはオクラや干し魚、トマト等から作ったスープとともに提供される。ガーナでは、トマトスープ、パームナッツスープ、ピーナッツスープやタロイモの葉のスープ等と一緒に食べられる。スープの具には、生や燻製の肉や魚が使われる。食べる際は指で塊のフフを摘み取り、親指で匙状に成形する。そのままスープを掬い取って食べるのである。ガーナやナイジェリアでは、噛まずに飲み込んで食べられ、フフを噛むことは不作法だとされる。
ブラックアフリカでは、トウモロコシ粉を材料とした似たような主食・ウガリが食べられている。ウガリという名前はケニアやタンザニアで使われ、ザンビアではンシマ（nshima）、マラウイではンシマ（nsima）、ジンバブエではサザ（sadza）、南アフリカ共和国ではパップ（pap）、ウガンダではポショ（posho）、コンゴ民主共和国ではルク（luku）、フフ（fufu）、ンシマ（nshima）、モテケ（moteke）、ブガリ（bugari）等と呼ばれている。
ナイジェリアのフフは白くて粘りけがある。ビー玉大のサイズのフフに窪みを付けて右手に持ち、スープをすくって一緒に食べる。
フフは、チヌア・アチェベの小説『崩れゆく絆』でしばしば描かれている。

## カリブ海地域のフフ
キューバ、ドミニカ共和国、プエルトリコなど、多くの奴隷が西アフリカから送られたカリブ海地域の国々では、調理用バナナ等をつぶして同様のものが作られる。キューバではフフ・デ・プラタノ（fufu de  plátano）、ドミニカ共和国ではマングー（mangú）と呼ばれている。カリブ海のフフはアフリカのフフと比べて固く、オリーブ・オイルを混ぜながらつぶすのが特徴で、主食ではなく副菜として食べられる。